# Playing in the Shadows
Playing in the Shadows è il terzo album in studio del rapper e artista di musica elettronica britannico Example, pubblicato nel 2011.

## Tracce
1. Skies Don't Lie – 4:24 (Elliot Gleave, Adam Walder)
2. Stay Awake – 3:24 (Gleave, Daniel Stephens, Joseph Ray)
3. Changed the Way You Kiss Me – 3:15 (Gleave, Michael Woods)
4. The Way – 4:28 (Gleave, Rollo Armstrong, Ayalah Bentovim)
5. Natural Disaster (Laidback Luke vs. Example) (Extended Album Version) – 5:05 (Gleave, Lucas van Scheppingen)
6. Never Had a Day – 3:53 (Gleave, Andy Sheldrake)
7. Microphone – 4:16 (Gleave, Guy Chambers)
8. Playing in the Shadows – 4:39 (Gleave, Iain Archer)
9. Midnight Run – 3:58 (Gleave, Jon Gooch)
10. Under the Influence – 4:55 (Gleave, Oliver Jones)
11. Wrong in the Head – 3:11 (Gleave, Tom Neville)
12. Anything – 3:31 (Gleave, Dragan Roganović)

CD Bonus track
1. Lying to Yourself – 3:34 (Gleave, Eddie Jenkins)

## Classifiche
| Classifica (2011)                   | Posizione raggiunta |
| ----------------------------------- | ------------------- |
| Official Albums Chart (Regno Unito) | 1                   |